# Box Music

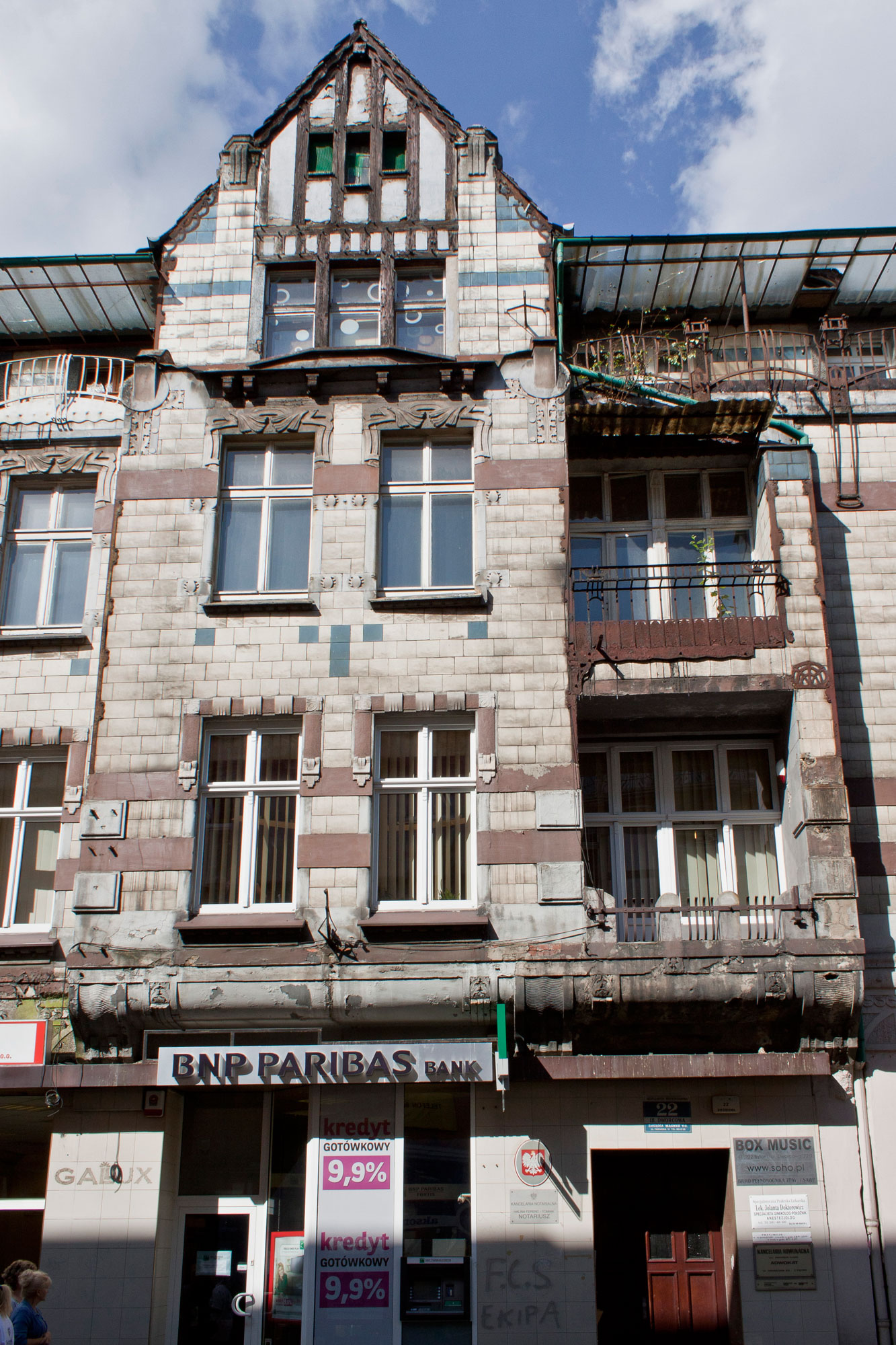
Siedziba wytwórni w zabytkowej kamienicy przy ulicy Dworcowej 22 w Bytomiu (2011)

Box Music – polska wytwórnia muzyczna oraz wydawnictwo muzyczne z siedzibą w Bytomiu, założona w 1996 roku przez Bogdana Tyca.

## Wykonawcy wydani przez wytwórnię (wybór)
- Dżem
- Voo Voo
- Róże Europy
- Robert Chojnacki
- Andrzej Rybiński
- Bezimienni
- Gayga
- AN-KARA
- Gutierez
- Martyna Jakubowicz
- Las Vegas Parano
- Locomotivesun
- Orkiestra Kameralna Miasta Tychy AUKSO
- Pro Contra
- Redkot
- Sami
- Sto % Bawełny
- Sztywny Pal Azji
- Wanda i Banda
- Wojciech Waglewski[2]
- Mirosław Szołtysek i Wesołe Trio[3]